# Clipper
Clipper — мова програмування, яка використовувалась для створення програмного забезпечення спочатку для DOS, а пізніше і для інших систем. Попри те, що Clipper — мова загального призначення, вона широко вживалась для розробки ділових програм, які працювали з базами даних.
Clipper був створений в 1985 як компілятор для dBASE III, потужної і популярної на той час мови роботи з базами даних. Трансляція dBASE коду перетворювала код інтерпретації на p-код (або псевдо-код), який значно швидчий початкового коду, але не настільки швидкий як машинний код, який генерують компілятори. Clipper створений фірмою Nantucket Corporation, пізніше був проданий Computer Associates. Продукт залишався інструментом DOS довгі роки, хоча й набув рис мови програмування C і ООП.
Зараз наступниками мови Clipper є XBase++ від Alaska Software і FlagShip, а також GNU-проєкти Harbour і xHarbour
Багато Clipper-проєктів переведено з DOS на Windows, Linux, Unix, Mac OS X, забезпечені підтримка багатьох популярних форматів БД і повна сумісність зі стандартами синтаксису xBase.